# Pippo Barzizza
Pour les articles homonymes, voir Barzizza (homonymie).
 Pippo Barzizza, nom d'artiste de Giuseppe Barzizza, né le 15 mai 1902 à Gênes et mort le 4 avril 1994 à Sanremo, est un chef d'orchestre, compositeur et arrangeur italien.

## Biographie
Giuseppe Barzizza, dit Pippo, est devenu célèbre dans les années 1930 et 1940, d'abord avec le  Blue Star Orchestra, puis avec l'Orchestra Cetra. Il a composé des chansons et des musiques de films.
Son traité, « La méthode de Barzizza » a été imprimé en 1952. Ses bases et ses exercices « sont si clairs qu'il suffit de lire ce petit livre pour surmonter les doutes et les hésitations ». Franco Franchi dit que « Barzizza fut parmi les premiers à s'intéresser au jazz et au swing et il devint pendant de nombreuses années, avec son ami et rival Cinico Angelini, un exemple pour ses semblables, tant pour ses compositions et son flair pour découvrir de nouveaux talents et chansons, que pour sa volonté de donner une marque moderne à la musique italienne ».